# Alin-Bogdan Stoica
Alin-Bogdan Stoica (n. 26 iunie 1974) este un deputat român, ales în 2024 din partea USR. 